# Nissan R88C
 (août 2017).
Si vous disposez d'ouvrages ou d'articles de référence ou si vous connaissez des sites web de qualité traitant du thème abordé ici, merci de compléter l'article en donnant les références utiles à sa vérifiabilité et en les liant à la section « Notes et références ».
Chronologie des modèles
Nissan R87E Nissan R89C
La Nissan R88C (également connue sous la dénomination March 88S) est une voiture de course du FIA Groupe C dont le but est de participer à des épreuves du championnat du monde des voitures de sport, du championnat du Japon de sport-prototypes ainsi qu'aux 24 Heures du Mans. Quatre voitures ont été assemblées spécifiquement pour Nissan, à partir des châssis de Nissan R86V et Nissan R87E.

## Développement

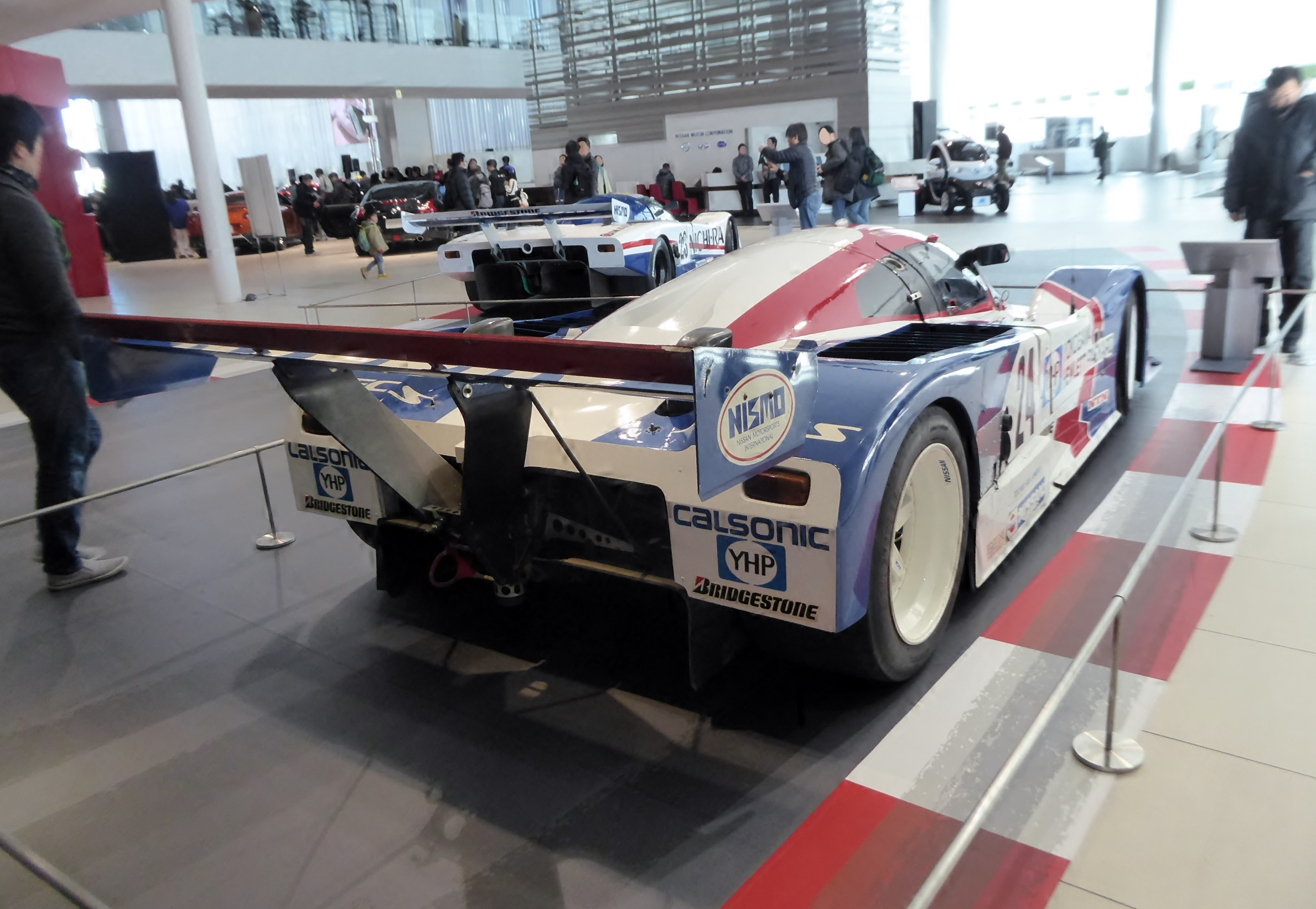
Vue arrière.

La Nissan R88C est basée sur un châssis March Engineering 86G, utilisé par les Nissan R86V et R87E et modifié avec un empattement plus long pour améliorer la tenue de route. La Nissan R88C est dotée d'un nouveau design de capot et équipée du nouveau moteur VRH30.

## Résultats sportifs
| Course                   | Date          | no | Écurie                       | Pilotes                                       | Châssis                    | Classement |
| Course                   | Date          | no | Écurie                       | Pilotes                                       | Moteur                     | Classement |
| ------------------------ | ------------- | -- | ---------------------------- | --------------------------------------------- | -------------------------- | ---------- |
| 24 Heures du Mans        | 11 au 12 juin | 23 | Nissan Motorsports           | Kazuyoshi Hoshino Takao Wada Aguri Suzuki     | 87G-3                      | Abandon    |
| 24 Heures du Mans        | 11 au 12 juin | 23 | Nissan Motorsports           | Kazuyoshi Hoshino Takao Wada Aguri Suzuki     | Nissan VRH30 3.0L Turbo V8 | Abandon    |
| 24 Heures du Mans        | 11 au 12 juin | 32 | Nissan Motorsports           | Allan Grice Mike Wilds Win Percy              | 87G-2                      | 14e        |
| 24 Heures du Mans        | 11 au 12 juin | 32 | Nissan Motorsports           | Allan Grice Mike Wilds Win Percy              | Nissan VRH30 3.0L Turbo V8 | 14e        |
| 24 Heures du Mans        | 11 au 12 juin | 85 | Italya Sport Team LeMans Co. | Michel Trollé Toshio Suzuki Danny Ongais      | 86G-8                      | Abandon    |
| 24 Heures du Mans        | 11 au 12 juin | 85 | Italya Sport Team LeMans Co. | Michel Trollé Toshio Suzuki Danny Ongais      | Nissan VRH30 3.0L Turbo V8 | Abandon    |
| 24 Heures du Mans        | 11 au 12 juin | 86 | Italya Sport Team LeMans Co. | Lamberto Leoni Akio Morimoto Anders Olofsson  | 87G-1 converti en 88G-1    | Abandon    |
| 24 Heures du Mans        | 11 au 12 juin | 86 | Italya Sport Team LeMans Co. | Lamberto Leoni Akio Morimoto Anders Olofsson  | Nissan VRH30 3.0L Turbo V8 | Abandon    |
| 1 000 kilomètres de Fuji | 9 octobre     | 23 | Nissan Motorsports           | Kazuyoshi Hoshino Kenji Takahashi Allan Grice | 87G-3                      | 9e         |
| 1 000 kilomètres de Fuji | 9 octobre     | 23 | Nissan Motorsports           | Kazuyoshi Hoshino Kenji Takahashi Allan Grice | Nissan VRH30 3.0L Turbo V8 | 9e         |
| 1 000 kilomètres de Fuji | 9 octobre     | 32 | Nissan Motorsports           | Masahiro Hasemi Aguri Suzuki                  | 87G-2                      | 12e        |
| 1 000 kilomètres de Fuji | 9 octobre     | 32 | Nissan Motorsports           | Masahiro Hasemi Aguri Suzuki                  | Nissan VRH30 3.0L Turbo V8 | 12e        |

| Course            | Date          | no | Écurie                              | Pilotes                                  | Châssis                    | Classement |
| Course            | Date          | no | Écurie                              | Pilotes                                  | Moteur                     | Classement |
| ----------------- | ------------- | -- | ----------------------------------- | ---------------------------------------- | -------------------------- | ---------- |
| 24 Heures du Mans | 10 au 11 juin | 32 | Team LeMans Co. Courage Compétition | Takao Wada Akio Morimoto Anders Olofsson | 87G-1 convertie en 88G-1   | Abandon    |
| 24 Heures du Mans | 10 au 11 juin | 32 | Team LeMans Co. Courage Compétition | Takao Wada Akio Morimoto Anders Olofsson | Nissan VRH30 3.0L Turbo V8 | Abandon    |

| Course                    | Date       | no | Écurie             | Pilotes                                        | Châssis                    | Classement |
| Course                    | Date       | no | Écurie             | Pilotes                                        | Moteur                     | Classement |
| ------------------------- | ---------- | -- | ------------------ | ---------------------------------------------- | -------------------------- | ---------- |
| 500 kilomètres de Fuji    | 3 mars     | 23 | Nissan Motorsports | Kazuyoshi Hoshino Kenji Takahashi              | 87G-3                      | Abandon    |
| 500 kilomètres de Fuji    | 3 mars     | 23 | Nissan Motorsports | Kazuyoshi Hoshino Kenji Takahashi              | Nissan VRH30 3.0L Turbo V8 | Abandon    |
| 500 kilomètres de Fuji    | 3 mars     | 32 | Nissan Motorsports | Masahiro Hasemi Aguri Suzuki                   | 87G-2                      | Abandon    |
| 500 kilomètres de Fuji    | 3 mars     | 32 | Nissan Motorsports | Masahiro Hasemi Aguri Suzuki                   | Nissan VRH30 3.0L Turbo V8 | Abandon    |
| 500 kilomètres de Suzuka  | 10 avril   | 23 | Nissan Motorsports | Kazuyoshi Hoshino Kenji Takahashi              | 87G-3                      | 6e         |
| 500 kilomètres de Suzuka  | 10 avril   | 23 | Nissan Motorsports | Kazuyoshi Hoshino Kenji Takahashi              | Nissan VRH30 3.0L Turbo V8 | 6e         |
| 500 kilomètres de Suzuka  | 10 avril   | 32 | Nissan Motorsports | Masahiro Hasemi Aguri Suzuki                   | 87G-2                      | 9e         |
| 500 kilomètres de Suzuka  | 10 avril   | 32 | Nissan Motorsports | Masahiro Hasemi Aguri Suzuki                   | Nissan VRH30 3.0L Turbo V8 | 9e         |
| 1000 kilomètres de Fuji   | 1er mai    | 23 | Nissan Motorsports | Kazuyoshi Hoshino Kenji Takahashi Win Percy    | 87G-3                      | 7e         |
| 1000 kilomètres de Fuji   | 1er mai    | 23 | Nissan Motorsports | Kazuyoshi Hoshino Kenji Takahashi Win Percy    | Nissan VRH30 3.0L Turbo V8 | 7e         |
| 1000 kilomètres de Fuji   | 1er mai    | 32 | Nissan Motorsports | Masahiro Hasemi Aguri Suzuki Allan Grice       | 87G-2                      | 8e         |
| 1000 kilomètres de Fuji   | 1er mai    | 32 | Nissan Motorsports | Masahiro Hasemi Aguri Suzuki Allan Grice       | Nissan VRH30 3.0L Turbo V8 | 8e         |
| 500 miles de Fuji         | 24 juillet | 23 | Nissan Motorsports | Kazuyoshi Hoshino Kenji Takahashi              | 87G-3                      | 5e         |
| 500 miles de Fuji         | 24 juillet | 23 | Nissan Motorsports | Kazuyoshi Hoshino Kenji Takahashi              | Nissan VRH30 3.0L Turbo V8 | 5e         |
| 500 miles de Fuji         | 24 juillet | 32 | Nissan Motorsports | Masahiro Hasemi Aguri Suzuki                   | 87G-2                      | 3e         |
| 500 miles de Fuji         | 24 juillet | 32 | Nissan Motorsports | Masahiro Hasemi Aguri Suzuki                   | Nissan VRH30 3.0L Turbo V8 | 3e         |
| 1000 kilomètres de Suzuka | 28 août    | 23 | Nissan Motorsports | Kazuyoshi Hoshino Kenji Takahashi Aguri Suzuki | 87G-3                      | Abandon    |
| 1000 kilomètres de Suzuka | 28 août    | 23 | Nissan Motorsports | Kazuyoshi Hoshino Kenji Takahashi Aguri Suzuki | Nissan VRH30 3.0L Turbo V8 | Abandon    |
| 1000 kilomètres de Suzuka | 28 août    | 32 | Nissan Motorsports | Masahiro Hasemi Aguri Suzuki                   | 87G-2                      | 3e         |
| 1000 kilomètres de Suzuka | 28 août    | 32 | Nissan Motorsports | Masahiro Hasemi Aguri Suzuki                   | Nissan VRH30 3.0L Turbo V8 | 3e         |